# Osteodes warreni
Osteodes warreni är en fjärilsart som beskrevs av Louis Beethoven Prout 1915. Osteodes warreni ingår i släktet Osteodes, och familjen mätare. Inga underarter finns listade.